# Caja Rural-Seguros RGA/Saison 2013
Dieser Artikel listet Erfolge und Fahrer des Radsportteams Caja Rural-Seguros RGA in der Saison 2013 auf.

## Erfolge in der UCI Europe Tour
Bei den Rennen der UCI Europe Tour im Jahr 2013 gelangen dem Team nachstehende Erfolge.
| Datum       | Rennen                                    | Kat. | Sieger          |
| ----------- | ----------------------------------------- | ---- | --------------- |
| 31. März    | Vuelta a La Rioja                         | 1.1  | Francesco Lasca |
| 11. Mai     | 1. Etappe Vuelta a Asturias               | 2.1  | Amets Txurruka  |
| 11.–12. Mai | Gesamtwertung Vuelta a Asturias           | 2.1  | Amets Txurruka  |
| 23. Juni    | Bulgarische Meisterschaft – Straßenrennen | CN   | Danail Petrow   |
| 12. August  | 5. Etappe Volta a Portugal                | 2.1  | Manuel Cardoso  |

## Zugänge – Abgänge
| Zugänge                    | Team 2012                    | Abgänge            | Team 2013          |
| -------------------------- | ---------------------------- | ------------------ | ------------------ |
| Amets Txurruka             | Euskaltel-Euskadi            | Garikoitz Bravo    | Euskaltel Euskadi  |
| Iván Velasco               | Euskaltel-Euskadi            | David de la Cruz   | Team NetApp-Endura |
| David Arroyo               | Movistar                     | Hernâni Broco      | Efapel-Glassdrive  |
| Francisco Javier Moreno    | Androni Giocattoli-Venezuela | David de la Fuente | Torku Şekerspor    |
| Omar Fraile                | Orbea Continental            | Julián Sánchez     | Karriereende       |
| Rubén Fernández            | Neoprofi                     | Aitor Galdós       | Unbekannt          |
| Ramón Domene (ab 23. Juni) | Neoprofi                     | Alexander Rjabkin  | Unbekannt          |
|                            |                              | Igor Romero        | Unbekannt          |

## Mannschaft
| Name                       | Geburtstag        | Nationalität |              |
| -------------------------- | ----------------- | ------------ | ------------ |
| Francisco Javier Aramendia | 5. Dezember 1986  | Spanien      |              |
| David Arroyo               | 7. Januar 1980    | Spanien      |              |
| André Cardoso              | 3. September 1984 | Portugal     |              |
| Manuel Cardoso             | 7. April 1983     | Portugal     |              |
| Karol Domagalski           | 8. September 1989 | Polen        |              |
| Ramón Domene               | 2. Januar 1990    | Spanien      |              |
| Rubén Fernández            | 1. März 1991      | Spanien      |              |
| Fabricio Ferrari           | 3. Juni 1985      | Uruguay      |              |
| Omar Fraile                | 17. Juli 1990     | Spanien      |              |
| Marcos García              | 4. Dezember 1986  | Spanien      |              |
| Yelko Gómez                | 9. März 1989      | Panama       |              |
| Francesco Lasca            | 29. März 1988     | Italien      |              |
| Francisco Javier Moreno    | 10. April 1989    | Spanien      |              |
| Enzo Moyano                | 15. Februar 1989  | Argentinien  |              |
| Danail Petrow              | 5. Februar 1978   | Bulgarien    |              |
| Antonio Piedra             | 10. Oktober 1985  | Spanien      |              |
| Amets Txurruka             | 10. November 1982 | Spanien      |              |
| Iván Velasco               | 7. Februar 1980   | Spanien      |              |
| Stagiaires                 | Stagiaires        | Nationalität | Nationalität |
| Rubén Martínez             | Rubén Martínez    | Spanien      |              |
| Diego Rubio                | Diego Rubio       | Spanien      |              |
| Ibai Salas                 | Ibai Salas        | Spanien      |              |